# Championnat de Suisse de Formule 3
Le championnat suisse de Formule 3 est un championnat de Formule 3 créé en 1977, disputé sur des circuits situés hors de Suisse (en France, en Allemagne et en Italie) et en courses de côte sur le territoire suisse, du fait de l'interdiction des courses sur circuit de 1955 à 2007 (interdiction faisant suite à l'accident des 24 Heures du Mans 1955). Il a été remplacé à partir de 2003 par la coupe de Suisse de Formule 3. 
Les concurrents du championnat de Suisse de Formule 3 ont servi à compléter les grilles de départ des championnats d'Allemagne de Formule 3 et championnat de France de Formule 3 (notamment durant les années 1978 à 1980 lors du renouveau du championnat de France de F3).
À partir de la saison 2016, le championnat suisse est intégré à la Coupe d'Autriche de Formule 3. Le meilleur pilote suisse se voit décerner le titre de Champion de Suisse.
Le plus titré de ce championnat, le Suisse Jo Zeller, l'a remporté à quinze reprises.

## Palmarès
| Championnat de Suisse de Formule 3 | Championnat de Suisse de Formule 3 | Championnat de Suisse de Formule 3 | Championnat de Suisse de Formule 3 |
| Année                              | Vainqueur                          | Voiture                            | Classe                             |
| ---------------------------------- | ---------------------------------- | ---------------------------------- | ---------------------------------- |
| 1977                               | Rolf Egger                         | Ralt-Toyota                        |                                    |
| 1978                               | Patrick Studer                     | Chevron-Toyota                     |                                    |
| 1979                               | Beat Blatter                       | Lola-Toyota March-Toyota           |                                    |
| 1980                               | Jakob Bordoli                      | Ralt-Toyota                        |                                    |
| 1981                               | Jakob Wettstein                    | Ralt-Toyota                        |                                    |
| 1982                               | Jo Zeller                          | Ralt-Toyota                        |                                    |
| 1983                               | Hanspeter Kaufmann                 | Ralt-Alfa Romeo                    |                                    |
| 1984                               | Jo Zeller                          | Ralt-Toyota                        |                                    |
| 1985                               | Jakob Bordoli                      | Ralt-Toyota                        |                                    |
| 1986                               | Gregor Foitek                      | Dallara-Volkswagen                 |                                    |
| 1987                               | Jakob Bordoli                      | Martini-Volkswagen                 |                                    |
| 1988                               | Jakob Bordoli                      | Martini-Volkswagen                 |                                    |
| 1989                               | Jacques Isler                      | Dallara-Alfa Romeo                 |                                    |
| 1990                               | Jo Zeller                          | Ralt-Alfa Romeo                    |                                    |
| 1991                               | Jo Zeller                          | Ralt-Alfa Romeo                    |                                    |
| 1992                               | Jo Zeller                          | Ralt-Alfa Romeo                    |                                    |
| 1993                               | Ruedi Schurter                     | Dallara-Opel                       |                                    |
| 1994                               | Ruedi Schurter                     | Dallara-Opel                       |                                    |
| 1995                               | Jo Zeller                          | Dallara-Fiat                       |                                    |
| 1996                               | Norbert Zehnder                    | Dallara-Opel                       |                                    |
| 1997                               | Norbert Zehnder                    | Dallara-Opel                       |                                    |
| 1998                               | Jo Zeller                          | Dallara-Opel                       | A                                  |
| 1998                               | Thomas Stingelin                   | Ralt-Alfa Romeo                    | B                                  |
| 1999                               | Jo Zeller                          | Dallara-Opel                       | A                                  |
| 1999                               | André Gauch                        | Ralt-Alfa Romeo                    | B                                  |
| 2000                               | Jo Zeller                          | Dallara-Opel                       | A                                  |
| 2000                               | Andreas Bähler                     | Dallara-Opel                       | B                                  |
| 2001                               | Jo Zeller                          | Dallara-Opel                       | A                                  |
| 2001                               | Jürg Felix                         | Dallara-Fiat                       | B                                  |
| 2002                               | Jo Zeller                          | Dallara-Opel                       | A                                  |
| 2002                               | Bruno Huber                        | Ralt-Alfa Romeo                    | B                                  |
| Coupe de Suisse de Formule 3       |                                    |                                    |                                    |
| 2003                               | Jo Zeller                          | Dallara-Opel                       | Dallara-Opel                       |
| 2004                               | Patrick Dutsch                     | Dallara-Opel                       | Dallara-Opel                       |
| 2005                               | Anthony Sinopoli                   | Dallara-Opel                       | Dallara-Opel                       |
| 2006                               | Jo Zeller                          | Dallara-Opel                       | Dallara-Opel                       |
| 2007                               | Jo Zeller                          | Dallara-Opel                       | Dallara-Opel                       |
| 2008                               | Jo Zeller                          | Dallara-Opel                       | Dallara-Opel                       |
| 2009-2013                          | Pas de compétition                 | Pas de compétition                 | Pas de compétition                 |
| 2014                               | Thomas Amweg                       | Dallara-Mercedes                   | Dallara-Mercedes                   |
| 2015                               | Kurt Böhlen                        | Dallara-Opel                       | Dallara-Opel                       |
| 2016                               | Sandro Zeller                      | Dallara-Mercedes                   | Dallara-Mercedes                   |
| 2017                               | Sandro Zeller                      | Dallara-Mercedes                   | Dallara-Mercedes                   |
| 2018                               | Sandro Zeller                      | Dallara-Mercedes                   | Dallara-Mercedes                   |
| 2019                               | Sandro Zeller                      | Dallara-Mercedes                   | Dallara-Mercedes                   |
| 2020                               | Sandro Zeller                      | Dallara-Mercedes                   | Dallara-Mercedes                   |
| 2021                               | Sandro Zeller                      | Dallara-Mercedes                   | Dallara-Mercedes                   |